# Гора Смордва
Гора́ Смордва́ — заповідне урочище місцевого значення в Україні. Розташоване в межах Дубенського району Рівненської області, неподалік від села Смордва. 
Площа 5 га. Статус надано згідно з рішенням обласної ради від 27.05.2005 року № 584. Перебуває у віданні Смордвівської сільської ради. 
Статус надано з метою збереження природного комплексу на частково залісненому пагорбі в межах Повчанської височини. Місце зростання рідкісного виду — відкасника татарниколистого, занесеного до Червоної книги України.